# Список записей опер Гаэтано Доницетти
В настоящий список включены издания опер Гаэтано Доницетти на различных аудио- и видеоносителях. В таблице указан год, дата записи (если известна), дирижёр, хор и оркестр, артисты, студия звукозаписи либо выпускающая компания, вид носителя, страна производства. В разделе «Примечания» указывается дополнительная информация (например, «живая запись», «фестиваль», версия оперы, язык исполнения и т. д.).
Записи сгруппированы по операм и расположены внутри группы в хронологическом порядке.
В списке учитываются только официальные полные издания. Существование записи подтверждается ссылкой на базу данных или на другой официальный источник. Фильмы-оперы, теле- и радио- трансляции и любительские записи, а также записи фрагментов опер (за исключением сокращённых версий, где исключена незначительная часть материала), в перечень не включаются.

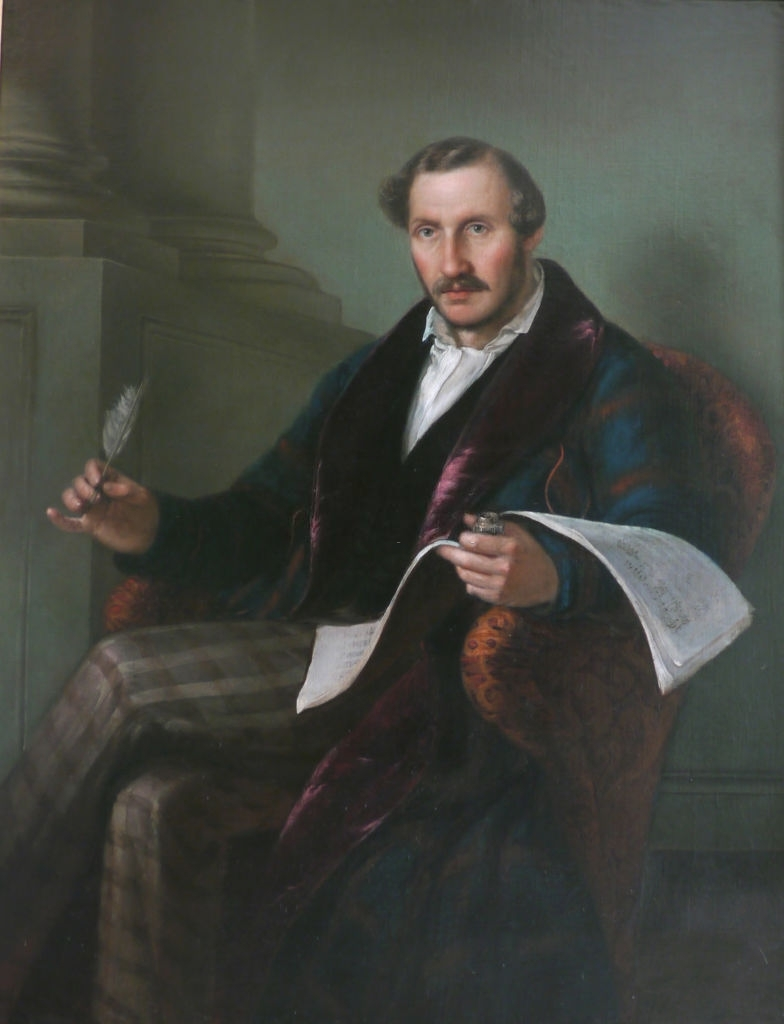
Гаэтано Доницетти

## Список опер
- 1818 — «Сумасбродство» (Una Follia)
- 1819 — «Бедные странствующие виртуозы» (I piccoli virtuosi ambulanti)
- 1819 — «Пётр Великий, царь русский, или Ливонский плотник» (Pietro il grande Czar delle Russie о II Falegname di Livonia)
- 1824 — «Гувернёр в затруднении» (L’ajo nell’imbarazzo)
- 1827 — «Театральные удобства и неудобства» (Le convenienze teatrali)
- 1829 — «Замок Кенилворт» (Il castello di Kenilworth) или «Елизавета в замке Кенилворт» (Elisabetta al castello di Kenilworth)
- 1830 — «Анна Болейн» (Anna Bolena)
- 1832 — «Любовный напиток» (L’elisir d’amore)
- 1833 — «Лукреция Борджа» (Lucrezia Borgia)
- 1834 — «Мария Стюарт» (Maria Stuarda)
- 1835 — «Лючия ди Ламмермур» (Lucia di Lammermoor)
- 1836 — «Велизарий» (Belisario)
- 1836 — «Колокольчик» (Il campanello или Il campanello di notte)
- 1837 — «Роберто Деверё» (Roberto Devereux)
- 1838 — «Полиевкт» (Poliuto)
- 1838 — «Мария ди Руденц» (Maria de Rudenz)
- 1840 — «Дочь полка» (La fille du régiment)
- 1840 — «Мученики» (Les martyrs)
- 1840 — «Фаворитка» (La favorite)
- 1841 — «Мария Падилья» (Maria Padilla)
- 1842 — «Линда ди Шамуни» (Linda di Chamounix)
- 1843 — «Дон Паскуале» (Don Pasquale)
- 1843 — «Мария ди Роган» (Maria di Rohan)
- 1843 — «Дон Себастьян Португальский» (Dom Sébastien)

## Замок Кенилворт
| Год            | Дирижёр        | Исполнители | Оркестр и хор                       | Лейбл   | Страна         | Носитель | Примечание          |
| -------------- | -------------- | --- | ----------------------------------- | ------- | -------------- | -------- | ------------------- |
| 1977 29.3.1977 | Алан Франсис   | Елизавета — Джейн Прайс Эмилия Робсарт — Ивонн Кенни Лестер — Морис Артур Уорни — Кристиан дю Плесси               | Оркестр и хор Philomusica of London |         | Великобритания | LP/CD    |                     |
| 1989           | Ян Латам-Кёниг | Елизавета — Мариелла Девиа Эмилия Робсарт — Делия Маццола-Гавадзени Альберт — Йозеф Кундлак Уорни — Берни Андерсон | Оркестр и хор RAI di Milano         | Ricordi | Италия         |          | Фестиваль в Камдене |

## Анна Болейн
| Год                      | Дирижёр              | Исполнители | Оркестр и хор                                       | Лейбл                                                          | Страна         | Носитель | Примечание |
| ------------------------ | -------------------- | --- | --------------------------------------------------- | -------------------------------------------------------------- | -------------- | -------- | ---------- |
| 1957 17.4.1957           | Джанандреа Гавадзени | Анна Болейн — Мария Каллас Джейн Сеймур — Джульетта Симионато Сметон — Габриелла Картуран лорд Перси — Джанни Раймонди Генрих VIII — Никола Росси-Лемени        | Оркестр и хор театра «Ла Скала»                     | EMI                                                            | Италия         |          |            |
| 1958 11.6.1965 11.7.1958 | Джанандреа Гавадзени | Анна Болейн — Лейла Генчер Джейн Сеймур — Джульетта Симионато Сметон — Анна Мария Рота лорд Перси — Альдо Бертокки Генрих VIII — Плинио Клабасси                | Оркестр и хор RAI di Milano                         | Arkadia                                                        | Италия         |          |            |
| 1965 11.6.1965           | Джанандреа Гавадзени | Анна Болейн — Лейла Генчер Джейн Сеймур — Патриция Джонсон Сметон — Морин Мордл лорд Перси — Хуан Ончина Генрих VIII — Карло Кава                               | Оркестр и хор Глайндборнского фестиваля             | HUNT                                                           |                |          |            |
| 1972                     | Юлиус Рудель         | Анна Болейн — Беверли Силлз Джейн Сеймур — Ширли Верретт Сметон — Патриция Керн лорд Перси — Стюарт Бэрроуз Генрих VIII — Поль Плишка, Роберт Ллойд, Роберт Тир | Лондонский симфонический оркестр, John Alldis Choir | EMI                                                            | Великобритания |          |            |
| 1975 12.11.1975          | Фернандо Превитали   | Анна Болейн — Рената Скотто Джейн Сеймур — Татьяна Троянос лорд Перси — Умберто Грилли Генрих VIII — Эцио Фладжелло Рошфор — Никкола Дзаккариа                  | Оркестр и хор Dallas Civic Opera                    | Historical Recording Enterprises (LP) Omega Opera Archive (CD) | США            | LP/CD    |            |
| 1982 21.2.1982           | Джузеппе Патане      | Анна Болейн — Монсеррат Кабалье Джейн Сеймур — Елена Образцова Сметон — Елена Цилио лорд Перси — Антонио Савастано Генрих VIII — Поль Плишка                    | Оркестр и хор театра «Ла Скала»                     | Myto                                                           | Италия         |          |            |
| 1984 25.10.1984          | Ричард Бонинг        | Анна Болейн — Джоан Сазерленд Джейн Сеймур — Джудит Форст Сметон — Дженет Стабс лорд Перси — Майкл Майерс Генрих VIII — Джеймс Моррис                           | Оркестр и хор Canadian Opera Company                | VAI                                                            |                |          |            |
| 2011 15.10.2011          | Марко Армилиато      | Анна Болейн — Анна Нетребко Джейн Сеймур — Екатерина Губанова Сметон — Тамара Мамфорд лорд Перси — Стивен Костелло Генрих VIII — Ильдар Абдразаков              | Оркестр и хор Metropolitan Opera                    |                                                                |                | DVD      |            |

## Любовный напиток
| Год            | Дирижёр                     | Исполнители | Оркестр и хор                                                                                       | Лейбл                                            | Страна         | Носитель | Примечание                    |
| -------------- | --------------------------- | --- | --------------------------------------------------------------------------------------------------- | ------------------------------------------------ | -------------- | -------- | ----------------------------- |
| 1949           | Джузеппе Антоничелли        | Адина — Биду СайаоНеморино — Феруччо Тальявини Белькоре — Джузеппе Вальденго доктор Дулькамара — Сальваторе Баккалони                        | Оркестр и хор театра «Метрополитен Опера»                                                           | Naxos                                            | США            | Аудио    |                               |
| 1966           | Франческо Молинари-Праделли | Адина — Мирелла Френи Неморино — Николай Гедда Белькоре — Марио Серени доктор Дулькамара — Ренато Капекки                                    | Оркестр и хор Римской оперы                                                                         | EMI                                              | Италия         | Аудио    |                               |
| 1966           | Георгий Жемчужин            | Адина — Вивея Громова Неморино — Анатолий Мищевский Белькоре — Ян Кратов доктор Дулькамара — Леонид Болдин                                   | Оркестр и хор Московского музыкального театра им. К. С. Станиславского и Вл. И. Немировича-Данченко | Мелодия (Д—018371-6)                             | СССР           | 3LP      |                               |
| 1967 2.6.1967  | Джанандреа Гавадзени        | Адина — Рената Скотто Неморино — Карло Бергонци Белькоре — Джузеппе Таддеи доктор Дулькамара — Карло Кава                                    | Оркестр и хор фестиваля «Флорентийский музыкальный май»                                             | Memories                                         |                | Аудио    | Флорентийский музыкальный май |
| 1968 3.9.1968  | Марио Росси                 | Адина — Мирелла Френи Неморино — Ренцо Казеллато Белькоре — Марио Базиола (II) доктор Дулькамара — Сесто Брускантини Джаннетта — Елена Цилио | RAI de Turin                                                                                        | Frequenz                                         |                | Аудио    |                               |
| 1970           | Ричард Бонинг               | Адина — Джоан Сазерленд Неморино — Лучано Паваротти Джаннетта — Мария Казула Белькоре — Доминик Косса доктор Дулькамара — Спиро Малас        | Английский камерный оркестр, хор Ambrosian Opera Chorus                                             | Decca                                            | Великобритания | Аудио    |                               |
| 1979 13.2.1979 | Рейнальдо Джованинетти      | Адина — Мирелла Френи Неморино — Лучано Паваротти Белькоре — Лео Нуччи доктор Дулькамара — Паоло Монтарсоло Джаннетта — Эуджения Ратти       | Оркестр и хор театра «Ла Скала»                                                                     | Opera D`Oro                                      | Италия         | Аудио    |                               |
| 1982           | Хайнц Вальберг              | Адина — Луция Попп Неморино — Петер Дворски Белькоре — Берндт Вайкль доктор Дулькамара — Евгений Нестеренко                                  | Оркестр и хор Баварского радио                                                                      | RCA Victor Мелодия C10—19615-20 (лицензия, 1983) | Германия СССР  | 3LP      |                               |
| 1992           | Марчелло Виотти             | Адина — Мариелла Девиа Неморино — Роберто Аланья Белькоре — Пьетро Спаньоли доктор Дулькамара — Бруно Пратичи                                | Английский камерный оркестр, хор Tallis Chamber Choir                                               | ERATO                                            |                | Аудио    |                               |
| 1992           | Джеймс Ливайн               | Адина — Кэтлин Бэттл Неморино — Лучано Паваротти Белькоре — Хуан Понс доктор Дулькамара — Энцо Дара                                          | Оркестр и хор театра «Метрополитен Опера»                                                           | Deutsche Grammophon                              |                | DVD      | режиссёр Джон Копли           |
| 2002           | Нильс Муус                  | Адина — Валерия Эспозито Неморино — Акилес Мачадо Белькоре — Энрико Марруччи доктор Дулькамара — Эрвин Шротт                                 | Филармонический оркестр Марчиджано, Лирический хор Марчиджано имени В.Беллини                       | TDK DVD Video                                    | Италия         | Видео    | режиссёр Андреа Бевилаква     |
| 2005 3.4.2005  | Альфред Эшве                | Адина — Анна Нетребко Неморино — Роландо Вильясон Белькоре — Лео Нуччи доктор Дулькамара — Ильдебрандо д’Арканжело Джаннетта — Инна Лось     | Оркестр и хор Венской государственной оперы                                                         | Virgin Classics                                  |                | DVD      | Вена                          |

## Лукреция Борджиа
| Год             | Дирижёр               | Исполнители | Оркестр и хор                        | Лейбл              | Страна | Носитель | Примечание                                         |
| --------------- | --------------------- | --- | ------------------------------------ | ------------------ | ------ | -------- | -------------------------------------------------- |
| 1965 20.4.1965  | Жонель Перля          | Лукреция Борджиа — Монсеррат Кабалье Орсини — Жанна Бербье Дженнаро — Ален Ванзо Дон Альфонсо — Костас Паскалис                                 | оркестр American Opera Society       | Standing Room Only |        | Аудио    | Нью-Йорк Carnegie Hall                             |
| 1966            | Жонель Перля          | Лукреция Борджиа — Монсеррат Кабалье Орсини — Ширли Верретт Дженнаро — Альфредо Краус Дон Альфонсо — Эцио Фладжелло                             | Оркестр и хор RCA Italiana           | RCA                | Италия | Аудио    |                                                    |
| 1970 19.12.1970 | Рейнальд Джованинетти | Лукреция Борджиа — Монсеррат Кабалье Орсини — Жанна Бербье Дженнаро — Хосе Каррерас Дон Альфонсо — Роджер Сойер                                 | Оркестр и хор Teatro del Liceu       | Испания            |        | Аудио    | Live, Дебют Хосе Каррераса в партии Дженнаро       |
| 1972 26.10.1972 | Ричард Бонинг         | Лукреция Борджиа — Джоан Сазерленд, Ю.Туранже, Дж. Александер, Л.Квилико                                                                        |                                      |                    |        | Аудио    | Ванкувер Queen Elizabeth Theatre                   |
| 1974 6.11 1974  | Никола Решиньо        | Лукреция Борджиа — Лейла Генчер Орсини — Татьяна Троянос Дженнаро — Хосе Каррерас, М.Манугуэрра, П.ди Пальма Дон Альфонсо — Никкола Дзаккариа   |                                      |                    |        | Аудио    | Даллас                                             |
| 1979 25.2.1979  | Габриеле Ферро        | Лукреция Борджиа — Лейла Генчер Орсини — Елена Цилио Дженнаро — Альфредо Краус Дон Альфонсо — Бональдо Джайотти                                 | Оркестр и хор Comunale de Firenze    | Италия             |        | Аудио    | Флоренция, Live                                    |
| 1980            | Ричард Бонинг         | Лукреция Борджиа — Джоан Сазерленд Орсини — Елена Цилио Дженнаро — П.Висконти                                                                   | Римская опера                        |                    |        | Аудио    |                                                    |
| 1980            | Ричард Бонинг         | Лукреция Борджиа — Джоан Сазерленд Орсини — Энн Хауэлс Дженнаро — Альфредо Краус Дон Альфонсо — Стаффорд Дин                                    | Оркестр и хор театра «Ковент-Гарден» | Pioneer            |        | DVD      |                                                    |
| 1989 17.6.1989  | Ричард Бонинг         | Лукреция Борджиа — Джоан Сазерленд, М.Дюпи, Альфредо Краус, М.Пертузи, П.ди Пальма                                                              | Театр Елисейских Полей               |                    | Аудио  |          | Париж, in-house                                    |
| 1998 6.7.1998   | Дж. Джельметти        | Лукреция Борджиа — Рене Флеминг, С.Ганасси, М.Джордани, М.Пертузи                                                                               | Ла Скала                             |                    |        | Аудио    |                                                    |
| 2001 27.2.2001  | Д.Каллегари           | Лукреция Борджиа — М.Девиа, Ф.Проввизионато, Дж. Филианоти, Дж. Сурьян, Й.Зеннаро, Р.Аккурсо, К.Бози                                            |                                      |                    |        | Аудио    | Болонья                                            |
| 2008 26.2.2008  | Стефан Антон Рек      | Лукреция Борджиа — Эдита Груберова, Эва Подлещ, Х.Брос, И.д’Арканжело, Р.Аккурсо                                                                |                                      |                    |        | Аудио    | Барселона Liceu                                    |
| 2002 28.9.2002  | Ренато Палумбо        | Лукреция Борджиа — Мариела Девиа Орсини — Даниелла Барчеллона Дженнаро — Марсело Альварес Дон Альфонсо — Микеле Пертузи Астольфо — Эльдар Алиев | Оркестр и хор театра «Ла Скала»      | House of Opera     |        | DVD      | Театр Арчимбольди, режиссёр и художник Хуго де Ана |

## Мария Стюарт
| Год               | Дирижёр                  | Исполнители                                                             | Оркестр и хор   | Лейбл         | Страна | Носитель | Примечание                    |
| ----------------- | ------------------------ | ----------------------------------------------------------------------- | --------------- | ------------- | ------ | -------- | ----------------------------- |
| 1967 2.5.1967     | Ф.Молинари-Праделли      | Лейла Генчер, Ш.Верретт, Ф.Тальявини                                    |                 | MEMORIES      |        | Аудио    | Флорентийский музыкальный май |
| 1971 20.4.1971    | К. Ф. Чилларио           | Монсеррат Кабалье, Ш.Верретт, О.Гаравента, Дж. Фьораванти, Рафаэле Арие | Ла Скала        | OPERA D’ORO   |        | Аудио    |                               |
| 1971              | А.Чеккато.               | Беверли Силлз, Э.Фаррелл, С.Бэрроуз, Л.Квилико                          |                 | DG            |        | Аудио    |                               |
| 1972 7.3.1972     | Чарльз Вилсон            | Беверли Силлз, П.Тинсли, Дж. Стюарт, Р.Фридерикс, М.Девлин              |                 | NYCO          |        | Аудио    |                               |
| 1972 26.3.1972    | Н.Санти                  | Монсеррат Кабалье, М. В. Менендес, Хосе Каррерас, Э.Серра               | Радио Франс     |               |        | Аудио    |                               |
| 1972 17.9.1972    | Ч.Вилсон.                | Беверли Силлз, М.Гальвани, К.Ригель, Р.Фридерикс                        |                 | NYCO          |        | Аудио    |                               |
| 1976              | Ричард Бонинг            | Джоан Сазерленд, Ю.Туранжё, Лучано Паваротти, Дж. Моррис                |                 | Decca Records |        | Аудио    |                               |
| 1979 26.7.1979    | Хесус Лопес Кобос.       | Монсеррат Кабалье, Б.Фассбендер, Ф.Тальявини, Р.Ллойд                   |                 | Decca Records |        | Аудио    | Мюнхен                        |
| 1982              | Чарльз Маккеррас         | Дж. Бейкер, Р.Плоурайт, Д.Рендалл, А.Опи                                |                 |               |        | Аудио    | Лондон                        |
| 1989              | Джузеппе Патане          | Эдита Груберова, Агнес Бальтса, Франсиско Арайса, С. Алаймо             |                 |               |        | Аудио    | Мюнхен                        |
| 1999              | М.Виотти                 | Эдита Груберова, К.Оприсану, О.Аревало, М.Брониковски                   |                 | NIGHTINGALE   |        | Аудио    |                               |
| 2003 20.11.2003   | Фридрих Хайдер           | Эдита Груберова, С.Ганасси, Хуан Диего Флорес, С.Орфила                 | Барселона Liceu |               |        | Аудио    |                               |
| 1978'' 31.12.1978 | А.Гатто                  | Монсеррат Кабалье, Б.Берини, Э.Химненс, Э.Серра                         | Барселона Liceu |               |        | видео    | ТВ                            |
| 2002              | Фабрицио Мария Карминати | К.Ремиджио, С.Ганасси, Ж.Каллейя, Р.Дзанеллато                          |                 | DYNAMIC       |        | видео    | Бергамо, Театр Доницетти      |

## Лючия ди Ламмермур
| Год                   | Дирижёр              | Исполнители | Оркестр и хор                                          | Лейбл               | Страна | Носитель | Примечание                                                    |
| --------------------- | -------------------- | --- | ------------------------------------------------------ | ------------------- | ------ | -------- | ------------------------------------------------------------- |
| 1928                  | Л. Молайоли          | лорд Энрико Эштон — Энрико Молинари Лючия — Мерседес Капсир Равенсвуд — Энцо ди Муро-Ломанто Раймонд Бидебент — Сальваторе Баккалоне лорд Артур Беклоу — Эмилио Вентурини                         | хор театра «Ла Скала», Миланский симфонический оркестр | Arkadia             | Италия |          |                                                               |
| 1937 27.2.1937        | Дженнаро Папи        | лорд Энрико Эштон — Джон Браунли Лючия — Лили Понс Равенсвуд — Фредрик Ягель Раймонд Бидебент — Эцио Пинца лорд Артур Беклоу — Николя Массю Норман — Анджело Бада                                 | Метрополитен Опера                                     | The Fourties        | США    |          |                                                               |
| 1944 8.1.1944         | Чезаре Содеро        | лорд Энрико Эштон — Леонард Уоррен Лючия — Лили Понс Равенсвуд — Джеймс Мелтон Раймонд Бидебент — Никола Москона лорд Артур Беклоу — Алессио де Паолис Норман — Джон Дадли Алиса — Тельма Вотипка | Метрополитен Опера                                     | Arkadia             | США    |          |                                                               |
| 1953                  | Туллио Серафин       | Мария Каллас, Джузеппе Ди Стефано, Тито Гобби, Рафаэле Арие |                                                        | EMI                 |        |          |                                                               |
| 1955 29.9.1955        | Герберт фон Караян   | Мария Каллас, Джузеппе Ди Стефано, Р.Панераи, Никкола Дзаккариа |                                                        | EMI                 |        |          | Берлин Live                                                   |
| 1956 22.3.1956        | Ф.Молинари-Праделли  | Мария Каллас, Дж. Раймонди, Р.Панераи, А.Зербини |                                                        |                     |        |          | Неаполь                                                       |
| 1956 3.12.1956        | Фаусто Клева         | Мария Каллас, Т.Вотипка, Дж. Кампора, Дж. МакКрэкен, Э.Сорделло, Н.Москона | Метрополитен Опера                                     | MELODRAM            |        |          |                                                               |
| 1957 26.6.1957        | Витторио Гуи         | Мария Каллас, Э.Фернанди, Р.Панераи, Дж. Модести | Рим RAI                                                |                     |        |          |                                                               |
| 1959 26.2.1959        | Туллио Серафин       | Джоан Сазерленд, М.Элкинс, Х.Гибин, Дж. Шоу, Дж. Руло | Ковент Гарден                                          |                     |        |          |                                                               |
| 1959                  | Туллио Серафин       | Мария Каллас, Ф.Тальявини, Пьеро Каппучилли |                                                        | EMI                 |        |          |                                                               |
| 1959                  | Сандзоньо            | Рената Скотто, С.Малагу, Джузеппе Ди Стефано, Э.Бастианини, И.Винко, Ф.Риччарди |                                                        | RICORDI             |        |          |                                                               |
| 1961                  | Дж. Притчард         | Джоан Сазерленд, Р.Чьони, Х.Меррилл, Чезаре Сьепи |                                                        | Decca Records       |        |          |                                                               |
| 1961 26.11.1961       | С.Варвизо            | Джоан Сазерленд, Т.Вотипка, Р.Такер, Л.Тести, Н.Москона, Р.Наги |                                                        |                     |        |          |                                                               |
| 1965 июль-август 1965 | Жорж Претр           | Анна Моффо, Карло Бергонци, Марио Серени, Эцио Фладжелло, Пьер Дюваль, Коринна Воцца, Витторио Пандано                                                                                            | RCA Italiana                                           | RCA                 |        |          |                                                               |
| 1968 5.4.1968         | Рудольф Крюгер       | Беверли Силлз, Й.Крейг, Д.Косса, Э.Бард |                                                        |                     |        |          | Форт Ворт (Техас)                                             |
| 1969 9.10.1969        | Роберт Уилсон        | Беверли Силлз, М.Молезе, Д.Косса, Р.Хэйл |                                                        | NYCO                |        |          |                                                               |
| 1969 28.10.1969       | А.Гуаданьо           | Беверли Силлз, Лучано Паваротти, Р.Бануэлас, Д.Портилла |                                                        |                     |        |          | Мехико                                                        |
| 1970                  | Томас Шипперс        | Беверли Силлз, К.Бергонци, Пьеро Каппучилли, Х.Диас |                                                        | Deutsche Grammophon |        |          |                                                               |
| 1971                  | Ричард Бонинг        | Джоан Сазерленд, Ю.Туранжё, Лучано Паваротти, Р.Дэвис, Шерил Милнз, Николай Гяуров |                                                        | Decca Records       |        |          |                                                               |
| 1974 28.8.1974        | Луиджи Мартелли      | Беверли Силлз, Д.Карри, Хосе Каррерас, П.Эльвира, М.Маццьери |                                                        | NYCO                |        |          |                                                               |
| 1977                  | Хесус Лопес-Кобос    | Монсеррат Кабалье, Э.Марри, Хосе Каррерас, В.Сардинеро, Сэмюел Рейми |                                                        | PHILIPS             |        |          |                                                               |
| 1982 29.6.1982        | Ганс Граф            | Эдита Груберова, Ф.Бонисолли, Х.Хельм |                                                        |                     |        |          | Вена                                                          |
| 1986 9.8.1986         | К.Франки             | М.Девиа, А.Тревизиан, Л.Лима, Хуан Понс, М.Пертузи |                                                        |                     |        |          | Равенна                                                       |
| 1986 23.12.1986       | Микеланджело Вельтри | Дж. Андерсон, Э.Бэйнбридж, Альфредо Краус, А.Ринальди, Г.Хауэлл | Ковент Гарден                                          |                     |        |          |                                                               |
| 1988 28.4.1988        | Дж. Притчард         | Эдита Груберова, Л.Лима, В.Брендель, Дж. Сурьян | Ковент Гарден                                          |                     |        |          |                                                               |
| 2002 27.6.2002        | Э.Пидо               | Патриция Чофи, М.Альварес, Л.Тезье |                                                        |                     |        |          | (фр.ред. 1839 г.).Лионская Опера в Theatre du Chatelet, Париж |
| 2002                  | Э.Пидо               | Натали Дессей, Роберто Аланья, Л.Тезье |                                                        | VIRGIN              |        |          | (фр.ред. 1839 г.)                                             |
| 2003 20.12.2003       | Ю.Рудель             | Анна Нетребко, Х. Брос, Ф. Вассалло, В. Ковалёв |                                                        |                     |        |          | Лос-Анджелес                                                  |
| 2004 16.2.2004        | Хесус Лопес Кобос    | Натали Дессей, М.Альварес, Ааге Хаугланд |                                                        |                     |        |          | Чикаго                                                        |
| 2006 2.12.2006        | А.Аллеманди          | Патриция Чофи, Дж. Филианоти, В.Омбуэна, Э.Майклз-Мур, М.Палацци | Барселона Teatro Liceu                                 |                     |        |          |                                                               |
| 2008 8.3.2008         | Йозеф Коланери       | Натали Дессей, Дж. Филианоти, М.Квичень | Метрополитен Опера                                     |                     |        |          |                                                               |

## Роберто Деверё
| Год             | Дирижёр          | Исполнители                                                                    | Оркестр и хор          | Лейбл        | Страна | Носитель | Примечание                     |
| --------------- | ---------------- | ------------------------------------------------------------------------------ | ---------------------- | ------------ | ------ | -------- | ------------------------------ |
| 1964 2.5.1964   | М. Росси         | Лейла Генчер, А. М. Рота, Р. Бондино, Пьеро Каппучилли                         |                        | ARKADIA      |        | Аудио    |                                |
| 1968            | К. Ф. Чилларио   | Монсеррат Кабалье, Б.Берини, Б.Марти, Пьеро Каппучилли, Э.Серра                | Барселона Liceu        |              |        | Аудио    |                                |
| 1969            | Чарльз Маккеррас | Беверли Силлз, Б.Волф, Р.Илошфалви, П.Глоссоп, Г.Хауэлл, Р.ван Алан            |                        | WESTSMINSTER |        | Аудио    |                                |
| 1970 24.10.1970 | Ю.Рудель         | Беверли Силлз, С.Марси, Пласидо Доминго, Л.Квилико                             |                        | NYCO         |        | Аудио    |                                |
| 1972 10.2.1972  |                  | Монсеррат Кабалье, Л.Лонди, Дж. Раймонди, М.д’Анна                             | Ла Фениче              |              |        | Аудио    |                                |
| 1977            | Ю. Рудель        | Монсеррат Кабалье, С.Марси, Хосе Каррерас, Ф.Бордони, Феруччо Фурланетто       |                        |              |        | Аудио    | Фестиваль Экс-ан-Прованс Live  |
| 1979 26.10.1979 | Дж. Мазини       | Монсеррат Кабалье, С. Точиска, К. Бини, Хуан Понс, Б. Мартинович               |                        |              |        | Аудио    | Сан-Франциско                  |
| 1990 12.10.1990 | Г. Ферро         | Эдита Груберова, М. Чоромила, В. Ла Скола, Томас Аллен                         |                        |              |        | Аудио    | Вена                           |
| 2001 15.3.2001  | Ф. Хайдер        | Эдита Груберова, П. Петрова, Х. Брос, Владимир Чернов                          |                        |              |        | Аудио    | Гамбург                        |
| 2004 19.1.2004  | Ф.Хайдер         | Эдита Груберова, Ж.Пилан, З.Тодорович, П.Гаванелли, Н.Борщёв                   |                        |              |        | Аудио    | Мюнхен                         |
| 2006 16.9.2006  | Ф.Хайдер         | Эдита Груберова, С.Ганасси, Ж.Каллейя, Р.Фронтали, К.Ифрим                     |                        |              |        | Аудио    | Вена                           |
| 1974            | Ю.Рудель         | Беверли Силлз, С.Марси, Дж. Александер, Р.Фредрикс                             | VAI                    | NYCO         |        | Видео    | Wolf Trap Festival (Вирджиния) |
| 1977 25.7.1977  | Ю.Рудель         | Монсеррат Кабалье, Дж. Костер, Хосе Каррерас, В. Сардинеро, Феруччо Фурланетто |                        |              |        | Видео    | Фестиваль Экс-ан-Прованс(TV    |
| 2002            | Ф.Часлин         | Эдита Груберова, Э. Шкоза, Х. Брос, Ренато Брузон, К. Ифрим                    |                        |              |        | Видео    | Вена                           |
| 2005            | Ф.Хайдер         | Эдита Груберова, Ж.Пиланд, Р.Ароника, А.Шагидуллин                             | Мюнхен Nationaltheater |              |        | Видео    | режиссёр Кристоф Лой           |

## Дочь полка
| Год             | Дирижёр          | Исполнители                                                                           | Оркестр и хор       | Лейбл         | Страна | Носитель | Примечание                |
| --------------- | ---------------- | ------------------------------------------------------------------------------------- | ------------------- | ------------- | ------ | -------- | ------------------------- |
| 1950 27.8.1950  | М.Росси /        | Л.Пальюги, Р.Корси, Ч.Валетти, Сесто Брускантини                                      | Милан RAI           |               |        |          | итальянская версия        |
| 1960 11.12.1960 | Франко Маннино   | Анна Моффо, И.Гардино, Дж. Кампора, Дж. Фьораванти                                    | Милан RAI           | GALA          |        |          | итальянская версия        |
| 1968            | Ричард Бонинг    | Джоан Сазерленд, Лучано Паваротти, М.Синклер, С.Малас                                 |                     | Decca Records |        |          | французская версия        |
| 1969 11.2.1969  | Н.Сандзоньо      | Мирелла Френи, Лучано Паваротти, А.ди Стазио, М. Г. Аллегри, В.Ганцаролли, В.Монакези | Ла Скала            | MELODRAM      |        |          | Live (итальянская версия) |
| 1970 13.2.1970  | Р.Ганьон         | Беверли Силлз, Г.Хирст, Фернандо Корена                                               | Нью-Йорк Сити Опера | OPERA D’ORO   |        |          | на английском языке       |
| 1972 25.3.1972  | Ричард Бонинг    | Джоан Сазерленд, М.Синклер, Л.Велич, Э. Ди Джузеппе, Фернандо Корена                  | Метрополитен Опера  |               |        |          | французская версия        |
| 1973 20.10.1973 | Ричард Бонинг    | Джоан Сазерленд, Регина Ресник, Ж.Турель, Альфредо Краус, С.Малас                     |                     |               |        |          | французская версия Чикаго |
| 1984 6.6.1984   | Alain Guingal /  | Р.Велтинг, Р.Лагецца, Альфредо Краус, Р.Ковьелло                                      | Барселона Liceu     |               |        |          | итальянская версия        |
| 2007 11.1.2007  | Бруно Кампанелла | Натали Дессей, Ф.Палмер, Хуан Диего Флорес, А.Корбелли                                | Ковент Гарден       |               |        |          | французская версия        |
| 2007 1.4.2007   | И.Абель          | Натали Дессей, Ж.Бийль, Монсеррат Кабалье, Хуан Диего Флорес, К.Альварес              |                     |               |        |          | французская версия Вена   |

## Фаворитка
| Год            | Дирижёр              | Исполнители                                                                   | Оркестр и хор             | Лейбл         | Страна | Носитель | Примечание                                             |
| -------------- | -------------------- | ----------------------------------------------------------------------------- | ------------------------- | ------------- | ------ | -------- | ------------------------------------------------------ |
| 1955 21.4.1955 | А.Квеста             | Федора Барбьери, Дж. Раймонди, Ф.Тальябуэ, Дж. Нери                           | Турин RAI                 | WARNER FONIT  |        | Аудио    | итальянская версия                                     |
| 1970 8.7.1970  | Н.Сандзоньо          | Фьоренца Коссотто, Р.Маттиоли, Л.Оттолини, М.Серени, И.Винко                  | Рим RAI                   |               |        | Аудио    | итальянская версия                                     |
| 1973 7.7.1973  | К. Ф. Чилларио       | М. Л. Наве, Лучано Паваротти, Ренато Брузон, Б.Джайотти                       |                           |               |        | Аудио    | итальянская версия, Сан-Франциско PAVAROTTI COLLECTION |
| 1974           | Ричард Бонинг        | Фьоренца Коссотто, Илеана Котрубаш, Лучано Паваротти, Г.Бакье, Николай Гяуров |                           | Decca Records |        | Аудио    | итальянская версия                                     |
| 1975 26.2.1975 | Ив Квелер            | Ш.Верретт, Барбара Хендрикс, Альфредо Краус, П.Эльвира, Дж. Моррис            |                           | GALA          |        | Аудио    | итальянская версия Carnegie Hall                       |
| 1978 11.3.1978 | Хесус Лопес-Кобос.   | Ш.Верретт, Лучано Паваротти, Шерил Милнз, Б.Джайотти                          | Метрополитен Опера        |               |        | Аудио    | итальянская версия                                     |
| 1989 2.2.1989  | Джузеппе Патане.     | Агнес Бальтса, С.Газарян, Альфредо Краус, П.Гаванелли, Л.Полгар               |                           |               |        | Аудио    | итальянская версия Вена Konzerthaus                    |
| 1992 26.3.1992 | К.Сегаричи.          | Е.Образцова, Х.Семпере, С.Арино, А.Эчеверриа                                  |                           |               |        | Аудио    | итальянская версия Лас Пальмас                         |
| 2000           | М.Виотти             | Веселина Казарова, Э.Фурмански, Рамон Варгас, Э.Майклз-Мур, Карло Коломбара   |                           | BMG           |        | Аудио    | французская версия                                     |
| 2001 7.3.2001  | И.Квелер.            | Дженнифер Лармор, А.Гильберт, Г.Кунде, Д.Хворостовский, В.Ковалёв             |                           | OONY          |        | Аудио    | итальянская версия Нью-Йорк                            |
| 1971 13.9.1971 | О.де Фабритиис       | Фьоренца Коссотто, Альфредо Краус, Сесто Брускантини, Руджеро Раймонди        |                           | NHK           |        | Видео    | итальянская версия Токио                               |
| 1991           | Джан Паоло Сонзоньо  | С.Точиска, И.Мартинес, Альфредо Краус, Дж. Дзанканаро, А.Эчеверриа            |                           |               |        | Видео    | итальянская версия Бильбао (TV)                        |
| 1992 20.7.1992 | Джан Паоло Сандзоньо | Ш.Верретт, Л.Аренас, Альфредо Краус, С.Ариньо                                 | Teatro La Zarzuela Мадрид |               |        | Видео    | итальянская версия TV)                                 |
| 2002 21.4.2002 | Ричард Бонинг        | Д.Заджик, Х.Брос, М.Ланца, С.Палатчи                                          | Барселона, Лисео          |               |        | Видео    | французская версия (TV)                                |

## Дон Паскуале
| Год            | Дирижёр         | Исполнители | Оркестр и хор             | Лейбл         | Страна | Носитель | Примечание |
| -------------- | --------------- | --- | ------------------------- | ------------- | ------ | -------- | ---------- |
| 1950           | Онисим Брон     | Г. Сахарова, И. Бурлак, Г. Абрамов, А. Орфенов                                                                    | Оркестр Всесоюзного радио | Мелодия       | СССР   | Аудио    |            |
| 1965           | Иштван Кертеш   | Г.Шутти, Х.Ончина, Т.Краузе, Фернандо Корена                                                                      |                           | Decca Records |        | Аудио    |            |
| 1978           | Сара Колдуэлл   | Беверли Силлз, Альфредо Краус, А.Титус, Д.Грэмм                                                                   |                           | EMI           |        | Аудио    |            |
| 1979 20.1.1979 | Н.Решиньо       | Норина — Беверли Силлз, Альфредо Краус, Х.Хагегард, Г.Бакье                                                       | Метрополитен Опера        | США           |        | Аудио    |            |
| 1979           | Хайнц Вальберг  | Норина — Луция Попп Эрнесто — Франсиско Арайса доктор Малатеста — Берндт Вайкль дон Паскуале — Евгений Нестеренко |                           | RCA           |        | Аудио    |            |
| 1980           | Валерий Гергиев | С.Ялышева, В.Солодовников, Георгий Заставный, А.Храмцов                                                           | Театр им. Кирова          | Мелодия       | СССР   | Аудио    |            |
| 1982           | Рикардо Мути    | Норина — Мирелла Френи, Й.Винберг, Лео Нуччи, Сесто Брускантини                                                   |                           | EMI           | Италия | Аудио    |            |
| 1985 17.3.1985 | Роберто Аббадо  | Л.Серра Эрнесто — Альфредо Краус, А.Ромеро, Сесто Брускантини                                                     | Ла Скала                  |               | Италия | Аудио    |            |
| 1986 20.6.1986 | К.Мальк         | М.Девиа, А.Рамирес, Томас Хэмпсон, Паоло Монтарсоло                                                               |                           |               |        | Аудио    | Ганновер   |
| 2006 15.4.2006 | М.Бенини        | Норина — Анна Нетребко Эрнесто — Хуан Диего Флорес, М.Квичень, С.Алаймо                                           | Метрополитен Опера        |               |        | Аудио    |            |